# Арндт, Вильгельм Фердинанд
Вильгельм Фердинанд Арндт (нем. Wilhelm Ferdinand Arndt; 1838—1895) — немецкий историк и палеограф XIX века.

## Биография
Вильгельм Фердинанд Арндт родился 27 сентября 1838 года в городе Лобженица в Великопольском воеводстве, Пилского повята.
Изучал историю на кафедре всеобщей истории у Леопольда фон Ранке в Берлинском Университете, затем под руководством признанного немецкого историка, президента Monumenta Germaniae Historica Георга Вайца в Гёттингенском университете, где в 1861 году получил степень доктора исторических наук.
В 1875 году переехал в город Лейпциг, где получил звание экстраординарного профессора в местном университете.
С 1862 года Вильгельм Фердинанд Арндт состоит сотрудником издания «Monumenta Germaniae historica», для которого он заведовал, изданием трудов Ромуальда Салернского, Гислеберта из Геннегау и Григория Турского.
Им написаны также «Kleine Denkmäler aus der Merowingerzeit» (Ганновер, 1874); «Schrifttafeln zum Gebrauch bei Vorlesungen» (2 тома, Берлин, 1874—78) и изданы письма Иоганна Вольфганга фон Гёте к графине Штальберг с предисловием и примечаниями ко второму изданию, а также «Jeri und Bätely» Гёте, в первоначальном виде.
Вильгельм Фердинанд Арндт скончался 10 декабря 1895 года в городе Лейпциге.